# Creta
Creta (em grego: Κρήτη; romaniz.: Kríti) é a maior e mais populosa ilha da Grécia. Situada no sul do mar Egeu, é a quinta maior ilha do Mediterrâneo e a segunda maior do Mediterrâneo Oriental. Administrativamente é uma região, com capital em Heraclião, que é também a maior cidade da ilha. Tem 8 336 km² e em 2020 tinha 636 504 habitantes (densidade: 76,4 hab./km²).
A ilha constitui uma parte significativa da economia e do património cultural da Grécia, ao mesmo tempo que conserva características culturais próprias, nomeadamente na música e poesia. Foi em Creta que floresceu a Civilização Minoica, entre os primeiros séculos do 3º milénio a.C. e meados do 2º milénio a.C., que é considerada a mais antiga civilização de que há registo na Europa. Segundo a mitologia grega, foi ali que cresceu Zeus e que viveu o Minotauro.

## Etimologia
A primeira referência escrita à ilha, em textos da cidade síria de Mari datados do século XVIII a.C., é Captara, uma forma repetida por fontes neoassírias posteriores e na Bíblia, onde aparece como Caphtor. No Antigo Egito foi conhecida como Keftiu. Pensa-se que o nome minoico fosse semelhante simultaneamente aos nomes sírio e egípcio.
Em micénico aparece a forma ke-re-si-jo ("cretense") em textos escritos em Linear B, com as palavras ke-re-te (*Krētes; em grego posterior: Κρῆτες, plural de Κρής) e ke-re-si-jo (*Krēsijos; em grego posterior: Κρήσιος), "cretense". Em grego antigo o nome Creta (Κρήτη) aparece pela primeira vez na Odisseia de Homero. A sua etimologia é desconhecida. Uma proposta especulativa sugere que o nome deriva da palavra luvita hipotética *kursatta (cf. kursawar, ["ilha"], kursattar ["cortar" ou "lascar"]). Em latim tornou-se Creta.
O nome árabe original de Creta era Iqrīṭiš (اقريطش), mas depois do estabelecimento pelo Emirado de Creta no século IX da sua nova capital em  Rabḍ al-Ḫanda (ربض الخند; moderna Heraclião) tanto a cidade como a ilha passaram a ser chamados Khandhax/Chandáx (Χάνδαξ) ou Khandhakas/Candacas (Χάνδακας), que deu origem ao nome latino e veneziano Candia, do qual derivaram o português Cândia, o francês Candie e o inglês Candy ou Candia. Durante o domínio otomano, a ilha chamou-se Girit (كريت).[carece de fontes?]

## História

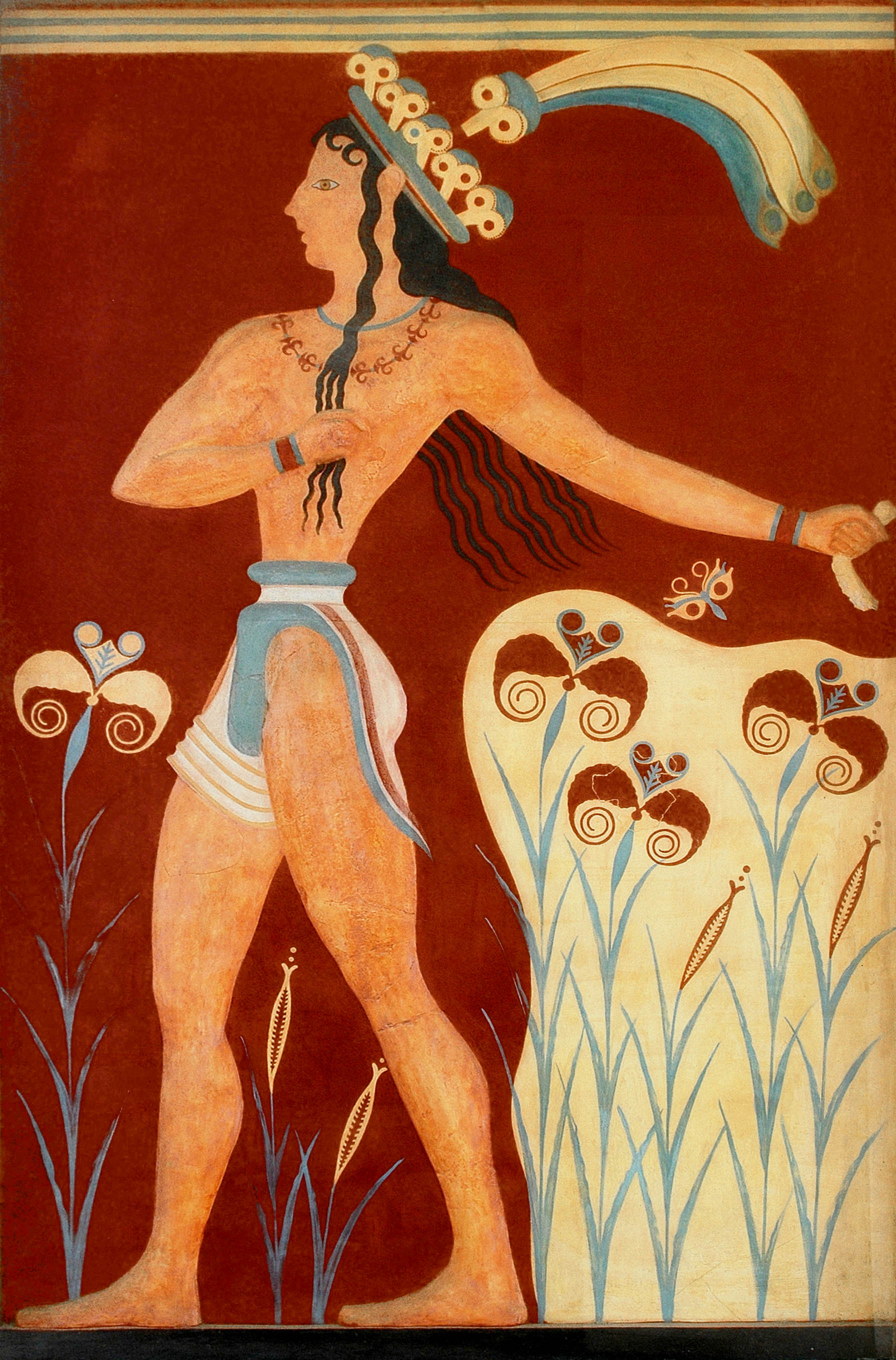
Fresco do "Príncipe dos Lírios", em Cnossos

Há vestígios de hominídeos em Creta desde pelo menos há 130 000 anos. Os assentamentos datados do Neolítico pré-cerâmico, no 7º milénio a.C., tinham animais domésticos como bovinos, ovinos, caprinos, suínos e cães, além de cultivarem cereais e legumes. Um dos maiores desses assentamentos foi Céfala, que depois se tornaria Cnossos, o maior centro urbano da ilha. Outros assentamentos neolíticos foram Magasa e Trapeza.
Nos primeiros séculos do 3° milénio a.C., desenvolveu-se em Creta a Civilização Minoica, a primeira civilização avançada europeia, que atingiu um elevado grau de sofisticação em vários campos. As ruínas minoicas mais monumentais, os chamados palácios, como Cnossos, Festo, Mália e Hagia Triada, são atualmente atrações turísticas. A Civilização Minoica irradiou depois para outras regiões do mar Egeu, incluindo a Grécia continental. A partir da primeira metade do 2º milénio a.C. Creta chegou a ser o centro cultural e comercial do Mediterrâneo Oriental, graças à sua marinha, que transportava produtos como vinho, azeite, cerâmica, tecidos e joalharia tanto para locais vizinhos como para paragens mais distantes, como a Sicília ou o Egito. Os minoicos usaram um tipo de escrita, o Linear A, que ainda não foi decifrado. A história cretense primitiva está repleta de lendas como as do rei Minos, Teseu e o Minotauro, as quais foram transmitidas oralmente e chegaram até aos nossos dias graças a poetas como Homero.
A Civilização Minoica extinguiu-se no final do século XV a.C., quando a ilha foi ocupada militarmente pelos aqueus (Civilização Micénica), oriundos do continente grego. Embora durante algum tempo se tivesse afirmado que a causa principal para o declínio minoico foram os tsunâmis causados pela erupção de Tera, que se estima ter ocorrido em algum momento entre 1 650 e 1 450 a.C., ultimamente essa hipótese é posta em causa, quando não rejeitada, por diversos estudiosos. Os registos mais antigos de escrita em grego, escritas em Linear B, são do período micénico (c. 1425–1375 a.C.) e foram encontrados em Cnossos.
Após o período minoico, a ilha foi dominada por várias entidades gregas, embora a ilha fosse repartida entre várias cidades-estado independentes, algumas delas bastante poderosas. No século IV a.C. houve uma grande guerra entre as principais cidades da ilha. No primeiro quartel do século I a.C., as cidades-estado cretenses envolveram-se nas Guerras Mitridáticas entre a República Romana e o Reino do Ponto. Um ataque romano à ilha em 71 a.C. comandado por Marco António Crético foi repelido. No entanto, em 69 a.C., os romanos lançaram outra campanha militar em grande escala contra a ilha, com três legiões sob o comando de Quinto Cecílio Metelo Crético, e em 67 a.C. toda a ilha estava sob o domínio romano. Há algum tempo que Cnossos tinha perdido protagonismo em favor de Gortina, que se tornou a capital não só da ilha como da província romana de Creta e Cirenaica, criada em 20 a.C. e que incluía também grande parte do que é hoje a Líbia. Com a reforma administrativa de Diocleciano (r. 284–305 d.C.), a província de Creta passou a fazer parte da Diocese da Mésia, da Prefeitura pretoriana da Ilíria. Creta foi separada da Cirenaica em c. 297 e em 306, durante o reinado de Constantino (r. 306–337), passou a fazer parte da Diocese da Macedónia.

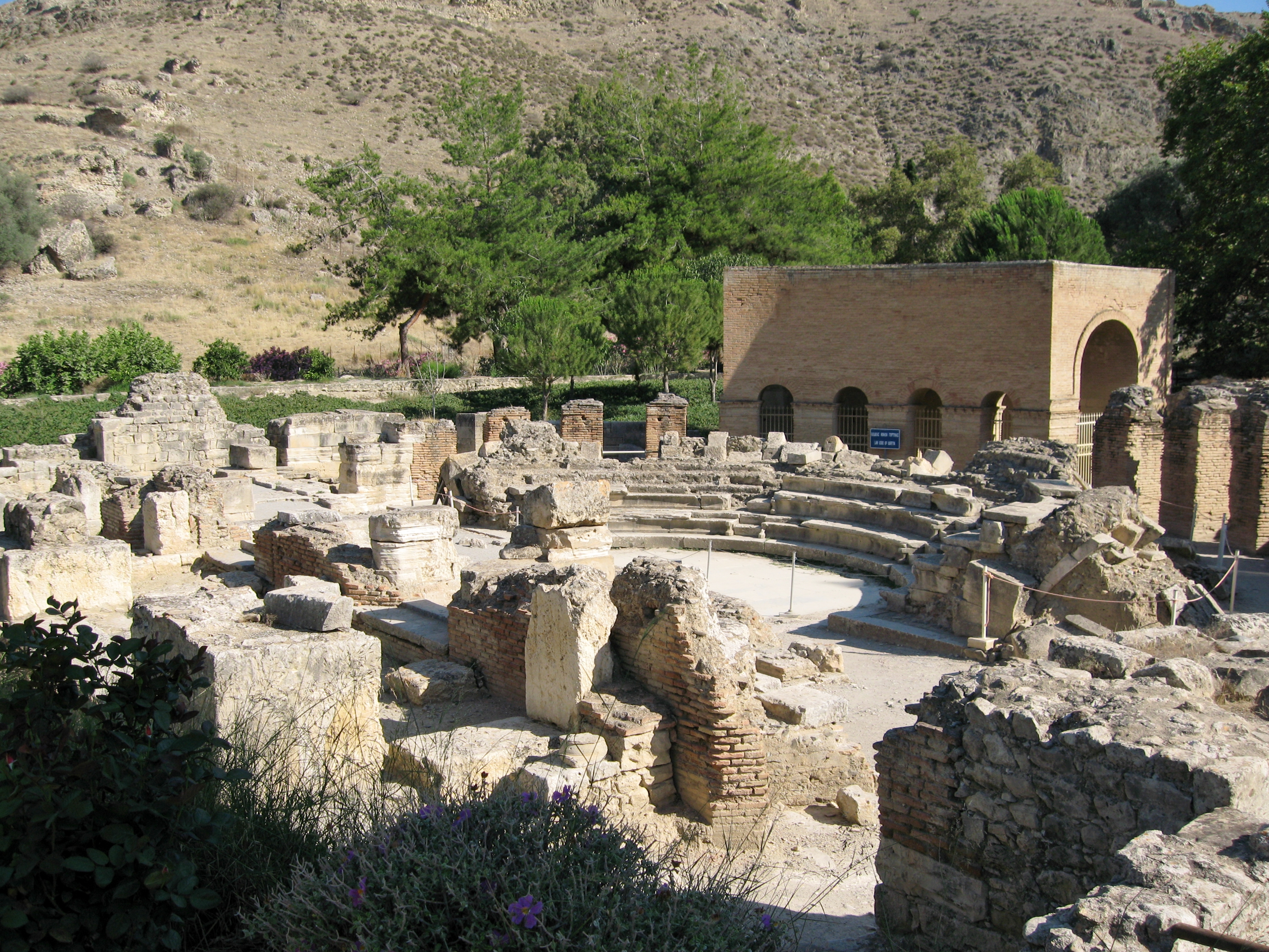
Teatro de Gortina

Quando o Império Romano foi dividido, Creta ficou na parte oriental, modernamente conhecida como Império Bizantino. A ilha foi devastada por sismos em 365 e 415, atacada por vândalos em 467, por eslavos em 623 e por árabes em 654, na década de 670 e durante o século VIII. Circa 732, o imperador Leão III, o Isauro (r. 717–741) transferiu a jurisdição da ilha do papa para o Patriarcado de Constantinopla.
Entre 823–961, a ilha foi ocupada pelos árabes, tendo sido reconquistada pelo Império Bizantino no ano de 961, que a tornou numa base naval importante. Após a Quarta Cruzada, nos primeiros anos do século XIII, passou para as mãos da República de Veneza. Estes teriam que defender a ilha das investidas dos otomanos durante o século XV. Os turcos instalaram-se na ilha em 1645 e acabam por conquistá-la totalmente em 1715, introduzindo o islão sunita, contudo, a grande maioria da população permaneceu fiel ao cristianismo ortodoxo grego. Tornou-se um estado autónomo (o Estado de Creta) em 20 de março de 1898 e em 6 de outubro de 1908 a ilha foi anexada pelo Reino da Grécia, ficando a população dividida entre turcos e gregos. A anexação só seria reconhecida internacionalmente em 1913.

### Soberanos mitológicos
Lista de soberanos cretenses na mitologia grega:
- Astério, marido de Europa
- Minos, filho de Zeus e de Europa (Minos pode ter sido um rei mitológico ou pode ter sido um termo local para rei, semelhante à palavra faraó no Egito)
- Deucalião, filho de Minos (ou de outro Minos)
- Idomeneu, neto de Minos

## Geografia

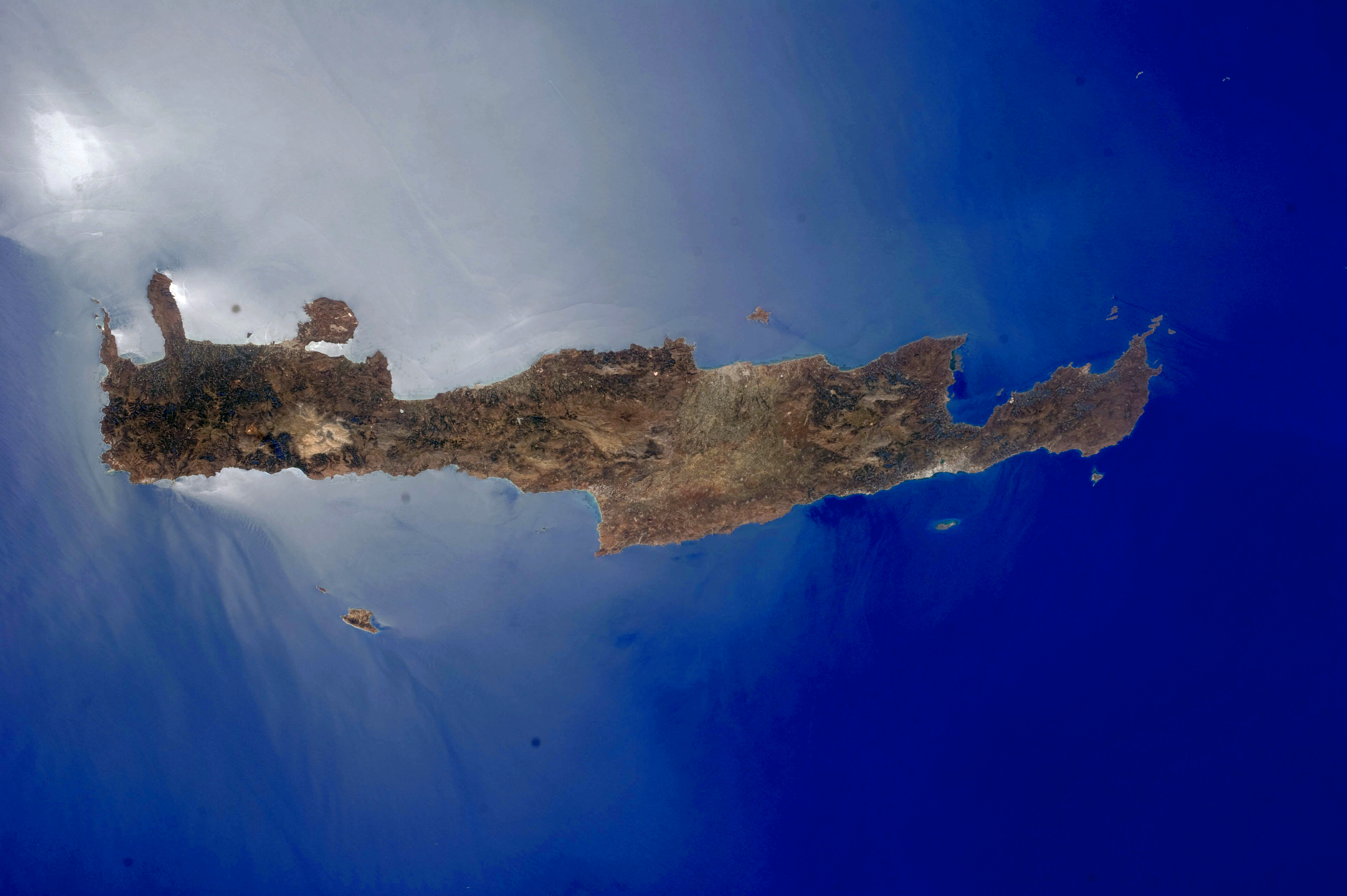
Ilha de Creta vista da Estação Espacial Internacional

Com 8 336 km² de área, Creta é a maior ilha da Grécia e a quinta maior do Mediterrâneo. Situa-se na parte mais meridional do Egeu, separando este mar do mar da Líbia.
A ilha tem uma forma alongada, com 260 km na direção leste-oeste e 60 km na direção norte-sul na sua parte mais larga. Na parte mais estreita, o istmo de Ierápetra, a distância entre as costas sul e norte é de apenas 12 km. O perímetro total da costa é 1 046 km. A costa é muito recortada.
A costa norte é banhada pelo mar de Creta (em grego: Κρητικό Πέλαγος), a sul pelo mar da Líbia (Λιβυκό Πέλαγος), a oeste pelo mar Mirtoico (Mυρτώο Πέλαγο) e a leste pelo mar de Cárpatos. A ilha encontra-se a cerca de 160 km do ponto mais meridional da Grécia continental, ou seja, da costa sul do Peloponeso.

### Orografia e hidrografia
Creta é uma ilha montanhosa, encontrando-se as serras mais elevadas ao longo de uma sucessão de altas cordilheiras que praticamente percorrem a ilha de leste a oeste e das quais se destacam, nesse sentido:
- As Montanhas Brancas (Lefká Óri) que se elevam até aos 2 453 metros no monte Pachnes.
- A cordilheira do monte Ida ou Psilorítis, cujo nome se deve à montanha mais alta (2 456 m), e da qual também faz parte o monte Cédros (1 777 m).
- Montanhas Asterúsia, cujo ponto mais alto é o monte Kofinos (ou Kófinas; 1 231 m).
- Os montes Dícti, cuja montanha mais alta é Spathi (2 148 m).
- A cordilheira de Trípti, cuja montanha mais alta é Afentis (1 476 m).

Estas montanhas originam grandes vales, como o de Amári, planaltos férteis como o de Lasíti, Omalós ou de Nída, cavernas como a Ideana (de Zeus) e Dicteia (de Psicro), onde segundo a lenda Zeus nasceu e foi criado, respetivamente, além de vários desfiladeiros ou gargantas, como a de Samariá, Imbros, Curtaliótico (ou Asomatos), Chá (ou Há), Platánia, a garganta do Morto, em Cato Zacro, Richti, perto de Sitía, etc.
Os principais rios são o Ieropótamo [en], o Coilíaris, o Anapodiáris, o Almiro e o rio Grande (Megalos Potamós). Há apenas dois lagos de água doce: o Curnás e o Agia, ambos na unidade regional de Chania.[carece de fontes?] O Vulisméni, em Ágios Nikolaos era um lago de água doce, mas no último terço do século XIX foi artificialmente ligado ao mar.

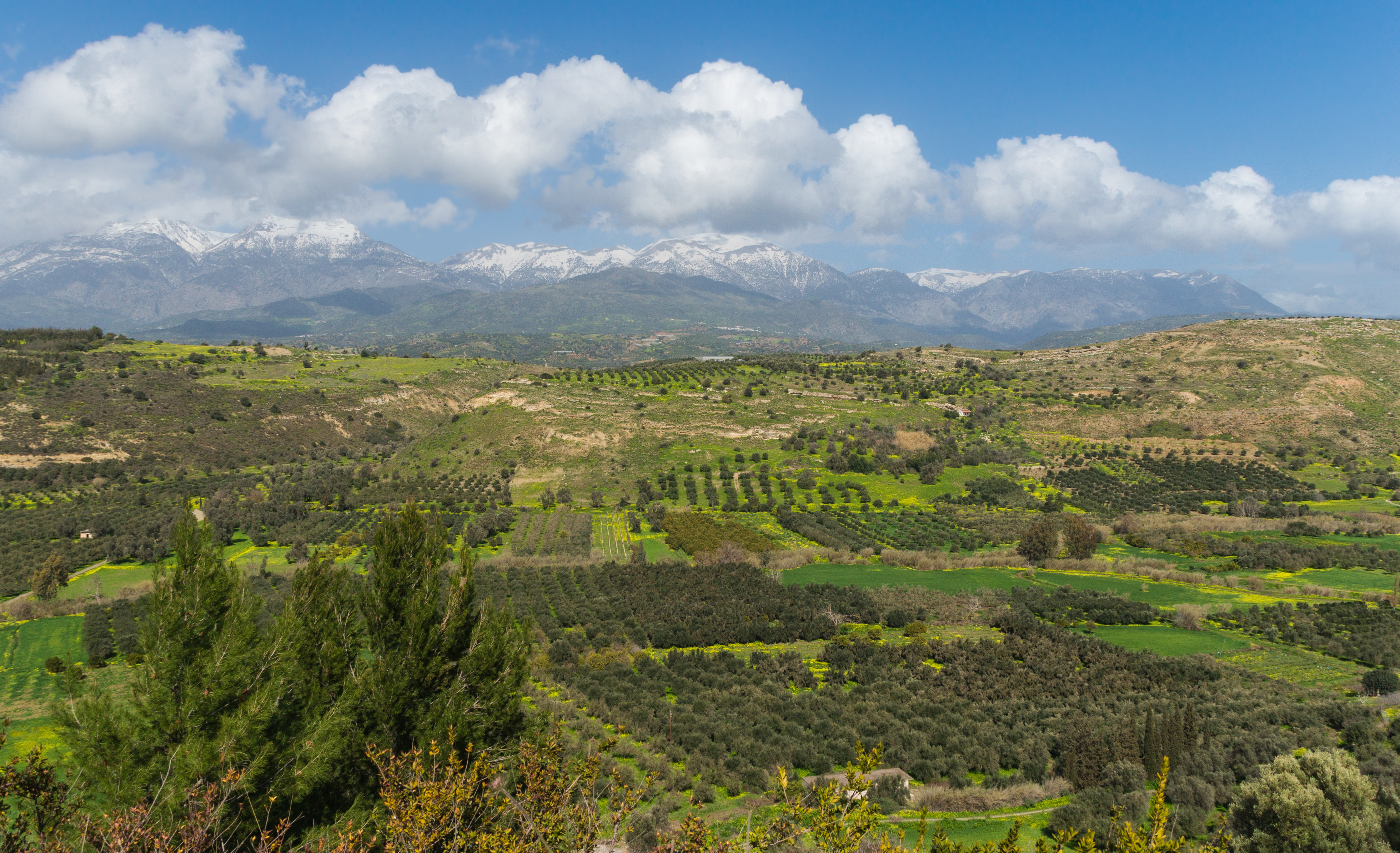
A planície de Messara com a cordilheira de Psilorítis (monte Ida) ao fundo
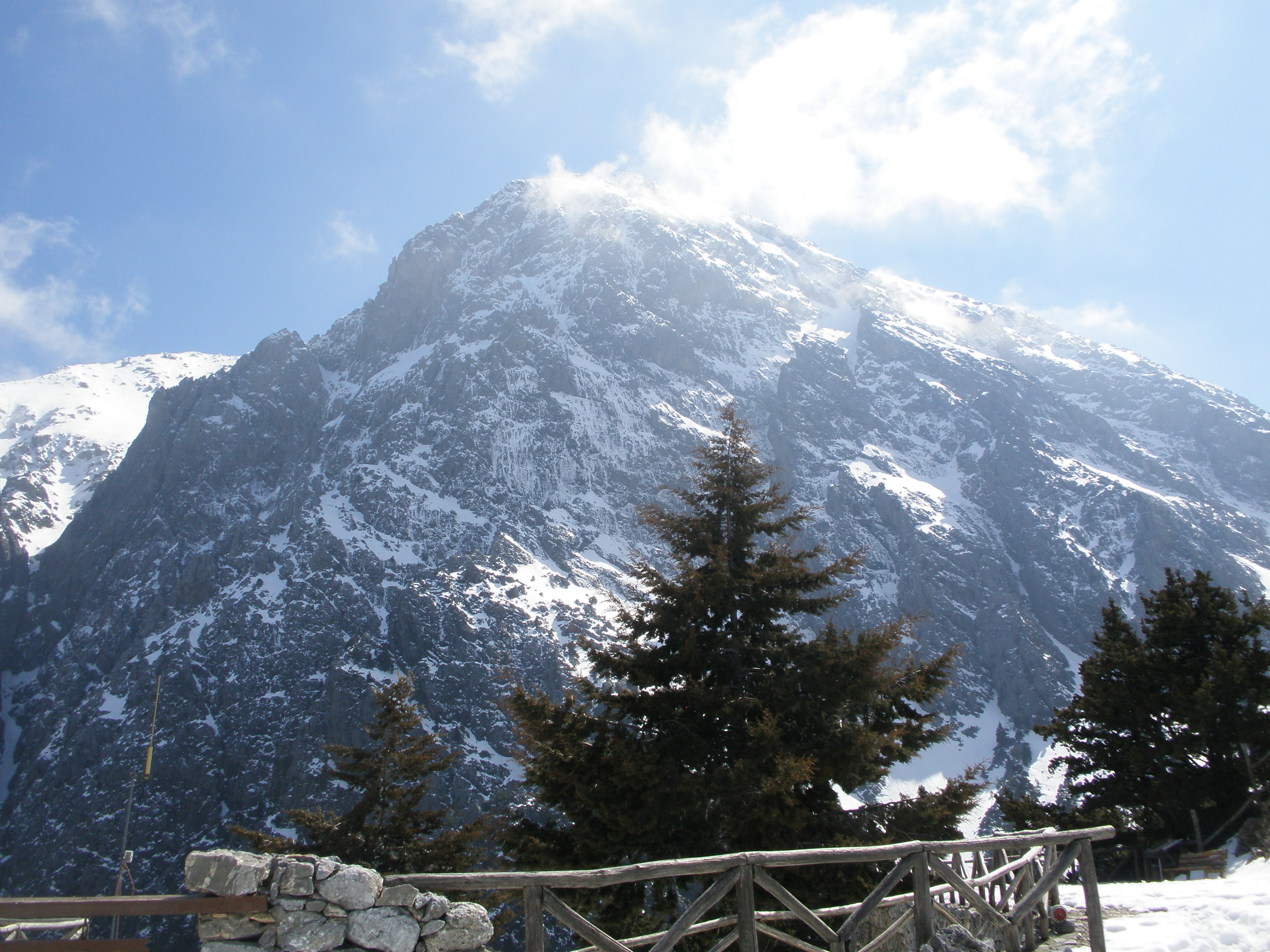
Pico Gingilos (2 080 m), na cordilheira Lefká Óri (Montanhas Brancas)
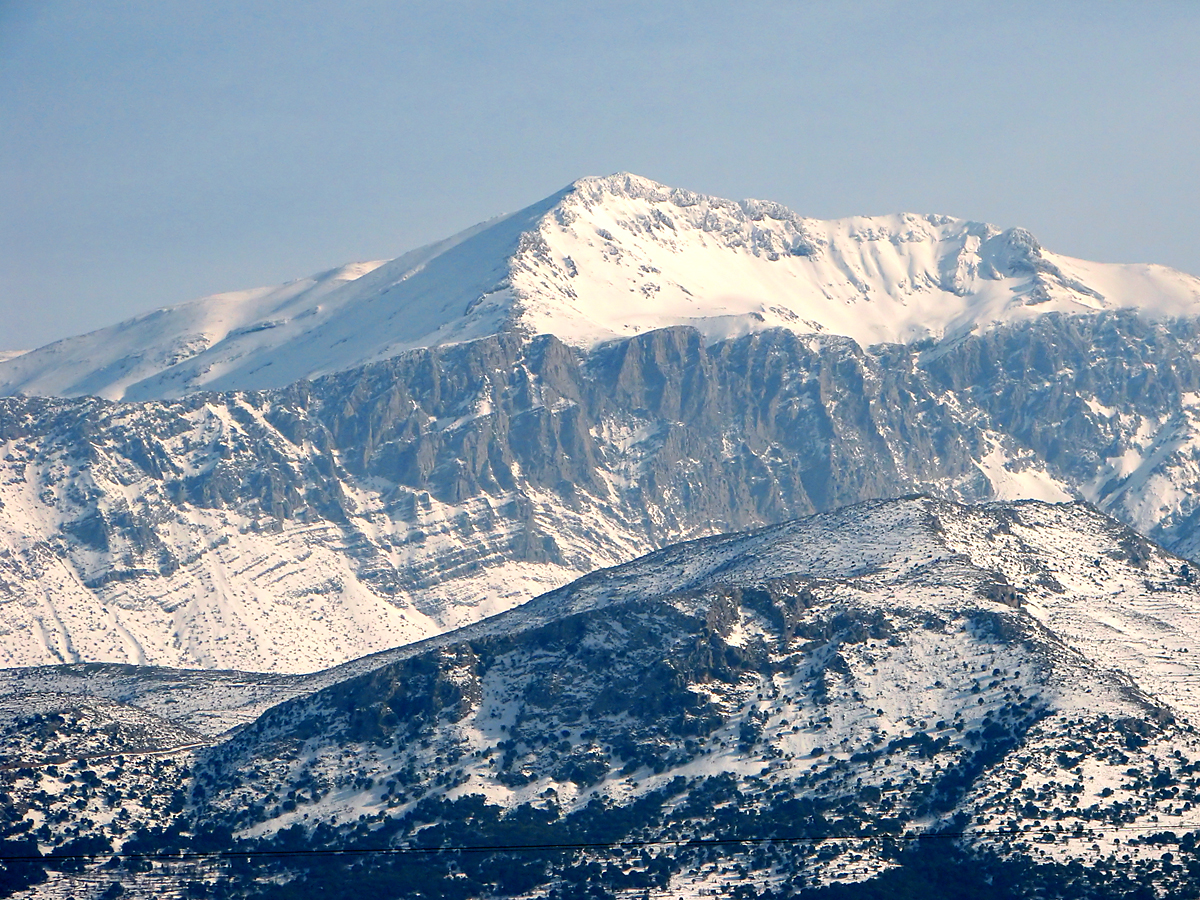
Spathi (2 148 m), o cume mais alto dos montes Dícti
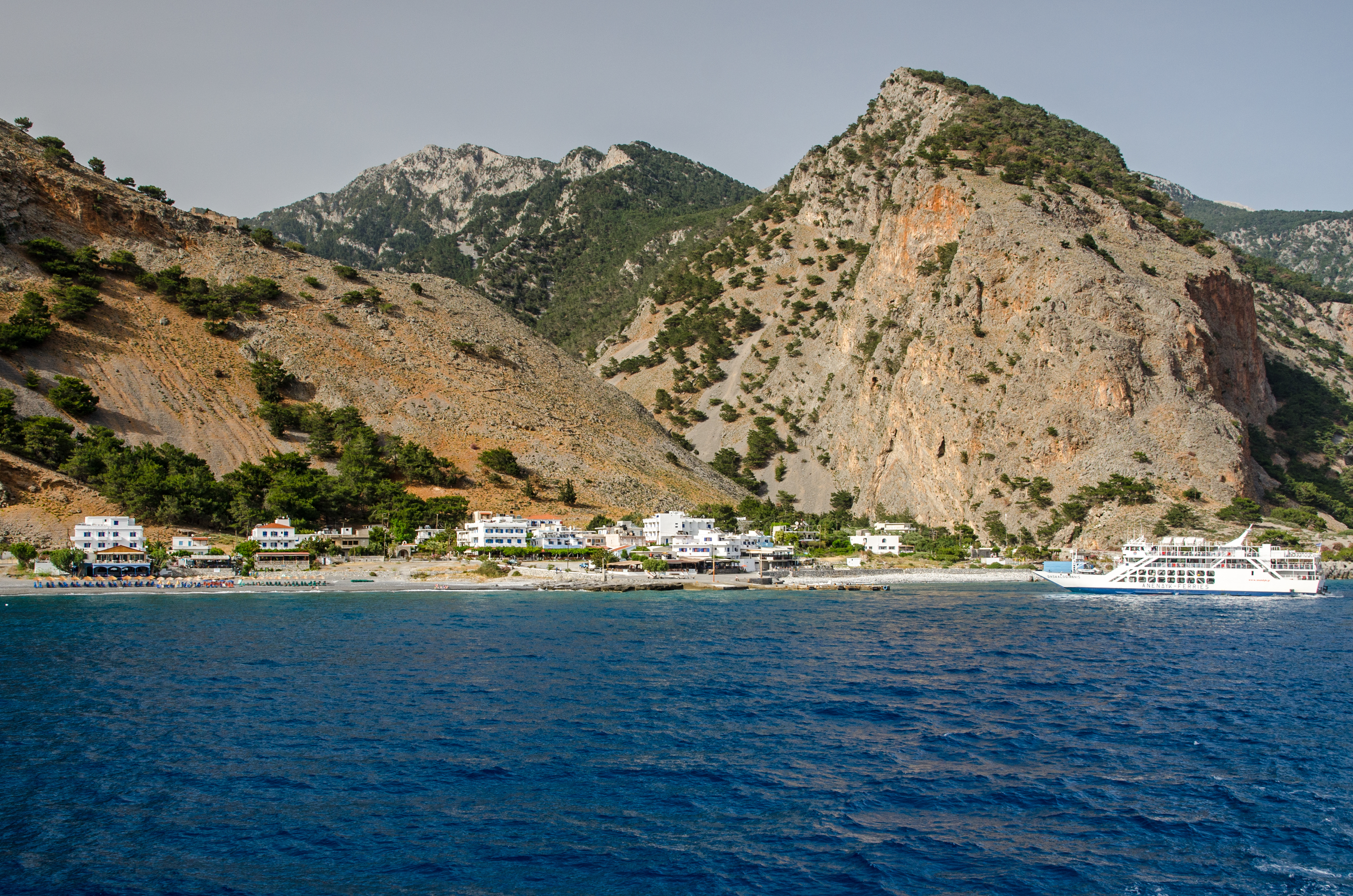
Extremidade da garganta de Samariá

### Ilhas em volta
Ao largo das costas de Creta há numerosas ilhas, ilhéus e rochedos. Muitas delas são visitadas por turistas, algumas são visitadas apenas por arqueólogos e biólogos. Algumas são áreas protegidas. Entre elas encontram-se (de oeste para leste):

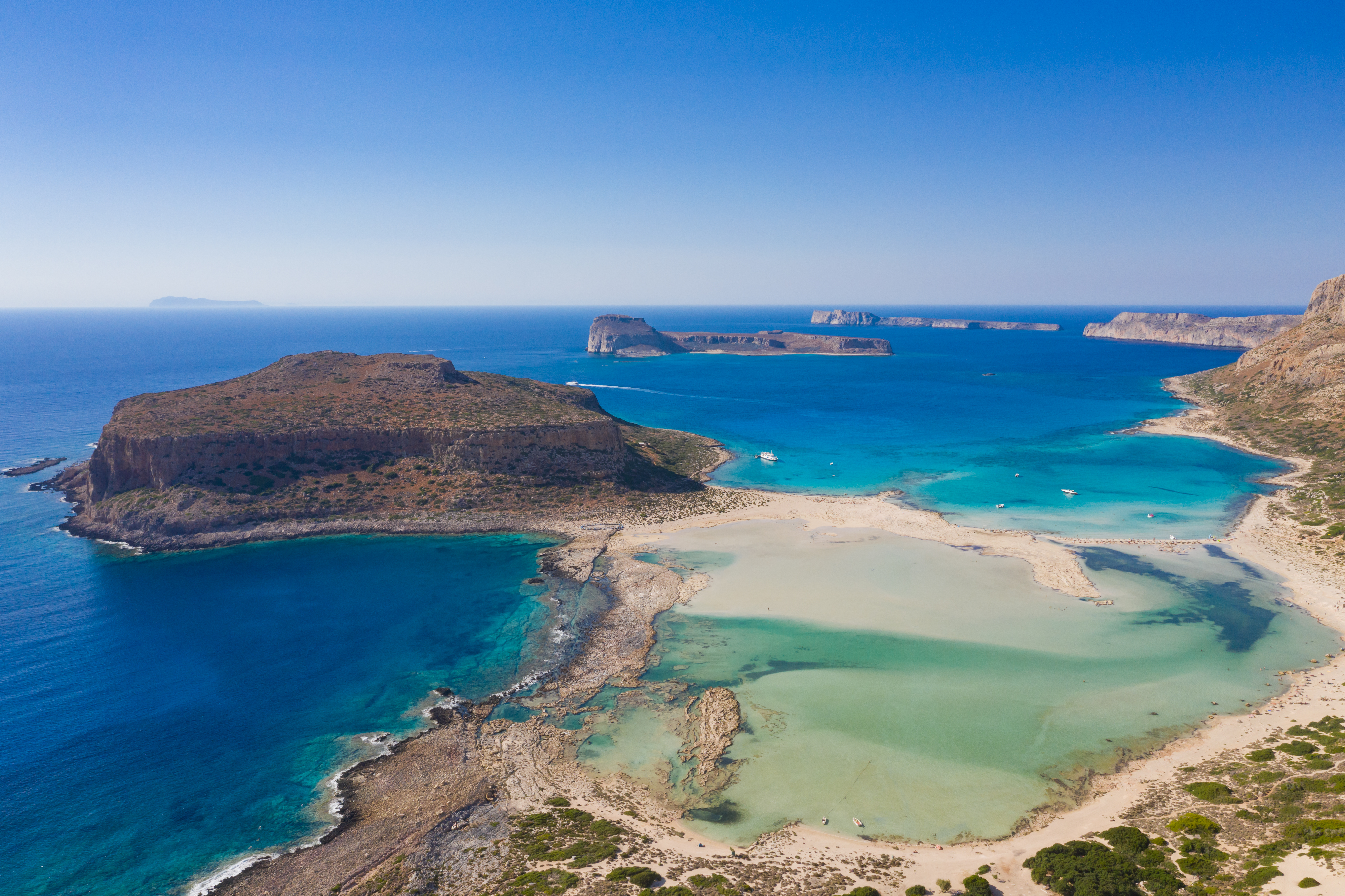
Vista aérea da laguna e praia de Balos, com as ilhas Grambússa ao fundo

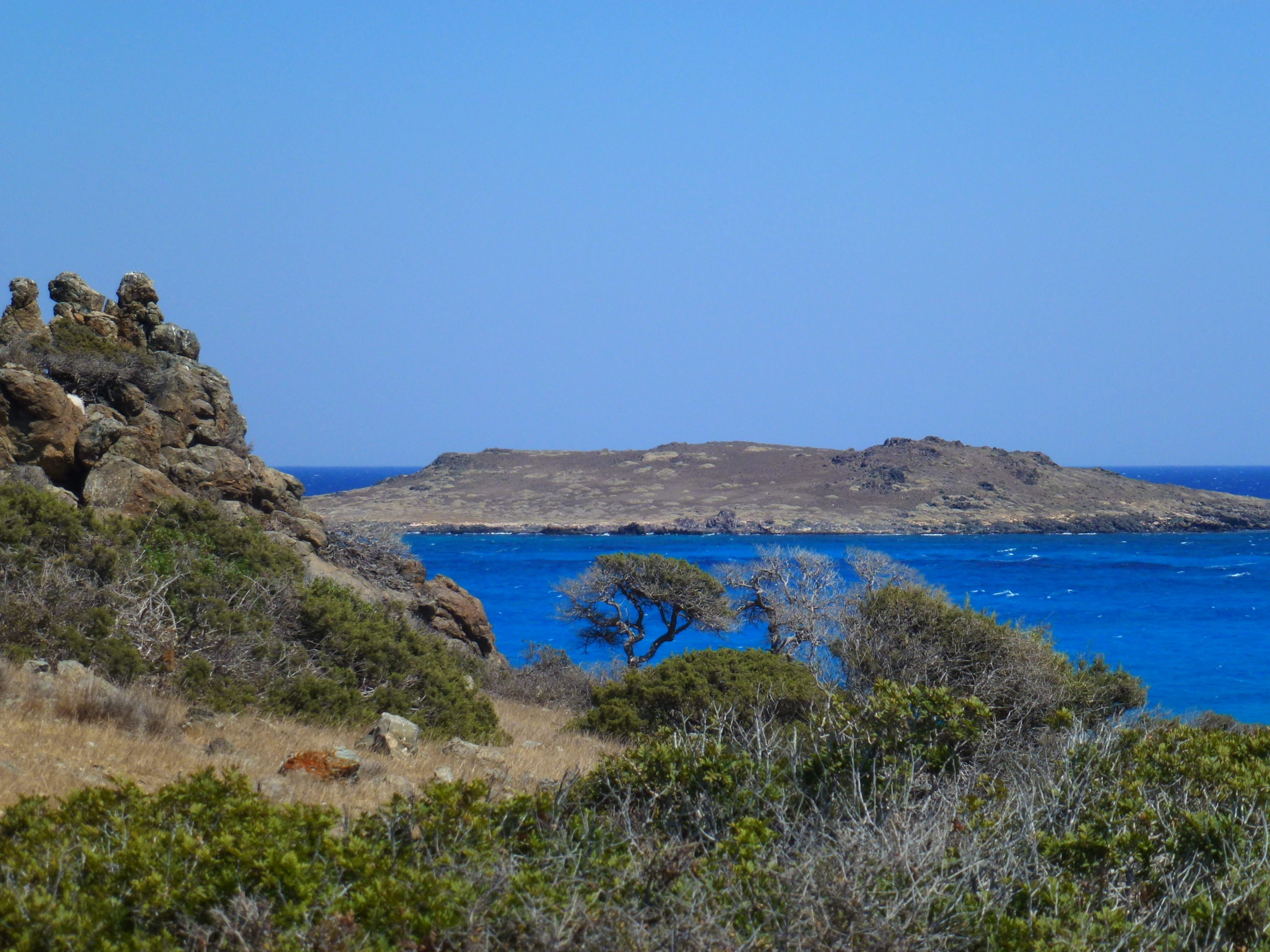
O ilhéu de Micronissi visto da ilha de Chrissi

- Imeri e Ágria Grambússa — Situadas no extremo noroeste, junto à laguna de Balos, no município de Císsamos, foram um reduto de piratas e de rebeldes.
- Elafonisi [en] — Situada no extremo sudoeste na unidade regional de Chania, ali ocorreu um massacre de várias centenas de pessoas, levado a cabo em 1824 por soldados otomanos, durante a Guerra de independência da Grécia. Outro desastre associado a ilha é o naufrágio do navio de passageiros Imperatrix, em 1907.
- Gavdos — Situada 48 km ao largo de Chora Sfakion, é frequentemente apontada como o ponto mais meridional da Europa. Habitada desde o Neolítico, chegou a ter 8 000 habitantes no período bizantino. É um das localizações possíveis da mítica Ogígia, onde Calipso teve Ulisses como prisioneiro.
- Paximadia [en] — São dois ilhéus situados ao largo de Agía Galíni onde, segundo uma versão da mitologia grega a deusa Leto deu à luz Apolo e Ártemis.
- Dia — Também conhecida como ilha de Zeus (Δία é homónimo de Zeus em grego, situa-se ao largo de Heraclião. Tem diversos vestígios arqueológicos e segundo a lenda é um monstro petrificado por Zeus e é um dos locais onde o herói Teseu poderá ter deixado a sua amante Ariadne quando voltou para Atenas após ter matado o Minotauro.
- Espinalonga — Situada ao largo de Elunda, ali existe uma grande fortaleza veneziana e onde funcionou a última leprosaria da Europa.
- Chrissi — Situada ao largo de Ierápetra, é famosa pelas suas praias de areia branca e pequenas conchas, pelas águas límpidas azul-turquesa e pouco profundas e pelas abundantes rochas vulcânicas coloridas. Pela sua «rara combinação de ecossistemas, que é habitat de muitas espécies endémicas», e ao seu «elevado valor estético, classificado como de excecional beleza natural», a ilha integra uma área protegida com 700 hectares que faz parte da Rede Natura 2000.[12]
- Pseíra — Situada no golfo de Mirabelo, tem importantes vestígios arqueológicos que remontam ao 4º milénio a.C. Ali se situou uma importante cidade portuária durante o período minoico.
- Dionisíades [en] — Situadas ao largo de Siteía, no extremo nordeste de Creta, foram um local de culto de Dionísio. Juntamente com o palmeiral de Vai [en] constituem uma reserva natural.
- Cufonisi [en] — Conhecida como Leuce na Antiguidade, situa-se ao largo da extremidade sudeste de Creta. Tem vestígios arqueológicos importantes, que vão do período minoico até ao pós-bizantino. Na Antiguidade era conhecida pela exploração de esponjas e pela produção de uma tintura púrpura a partir do molusco Hexaplex trunculus.

### Clima

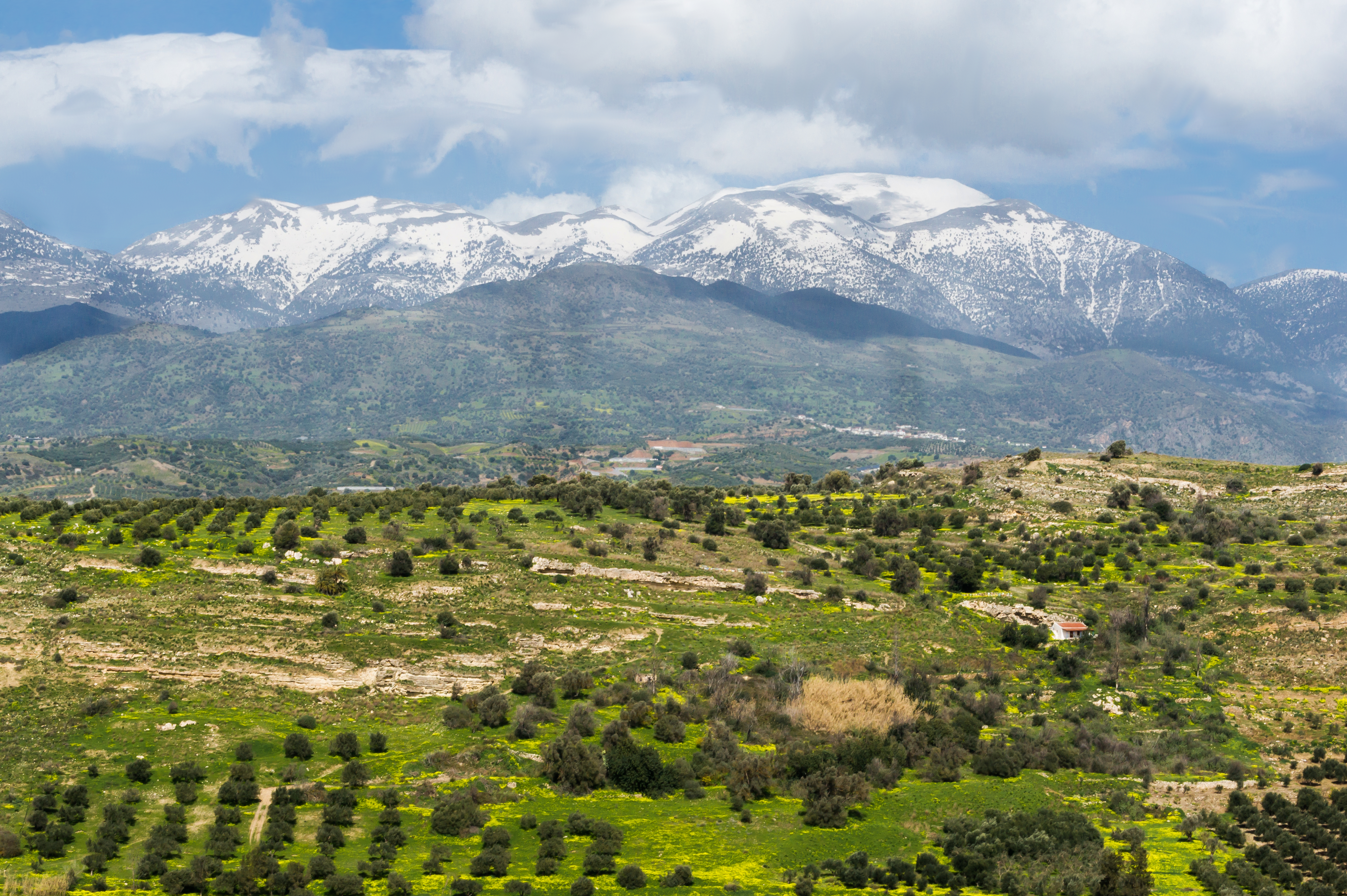
O monte Ida visto do palácio minoico de Festo em fevereiro de 2015

Creta situa-se entre duas zonas climáticas, a do Mediterrâneo e a do Norte de África, sendo a primeira a predominante. O clima de Creta é, por isso, predominantemente temperado. A humidade pode ser bastante alta, dependendo da proximidade do mar, com os invernos relativamente amenos. A queda de neve é comum nas montanhas entre novembro e maio, mas rara em áreas baixas, embora chegue a ocorrer não só no inverno mas até na primavera. Enquanto nos cumes das montanhas a neve perdure quase todo o ano, junto à costa em geral só dura alguns minutos ou horas. No entanto, por exemplo em fevereiro de 2004, uma vaga de frio atingiu a ilha, que ficou totalmente coberta de neve durante algum tempo. Durante o verão, as temperaturas médias atingem 20 e muitos ou 30 e poucos graus Celsius e as temperaturas máximas 30 e muitos ou pouco mais de 40 °C.
A costa sul, incluindo a planície de Messara e os montes Asterúsia, encontra-se na zona climática norte-africana, pelo que desfruta de bastante mais dias de sol e temperaturas altas ao longo do ano do que o resto da ilha. Ali as tamareiras dão fruto e as andorinhas permanecem todo o ano em vez de migrarem para África. A fértil região em volta de Ierápetra, no canto sudeste da ilha, é conhecida pela sua excecional produção agrícola ao longo de todo o ano. Ali são produzidas em estufas durante o inverno todo o tipo de hortaliças típicas do verão.

## Demografia
Creta é a ilha mais populosa da Grécia — em 2011 tinha 623 065 habitantes. Em meados da década de 2000, aproximadamente 42% da população vivia nas principais cidades, enquanto que 45% vivia em áreas rurais.

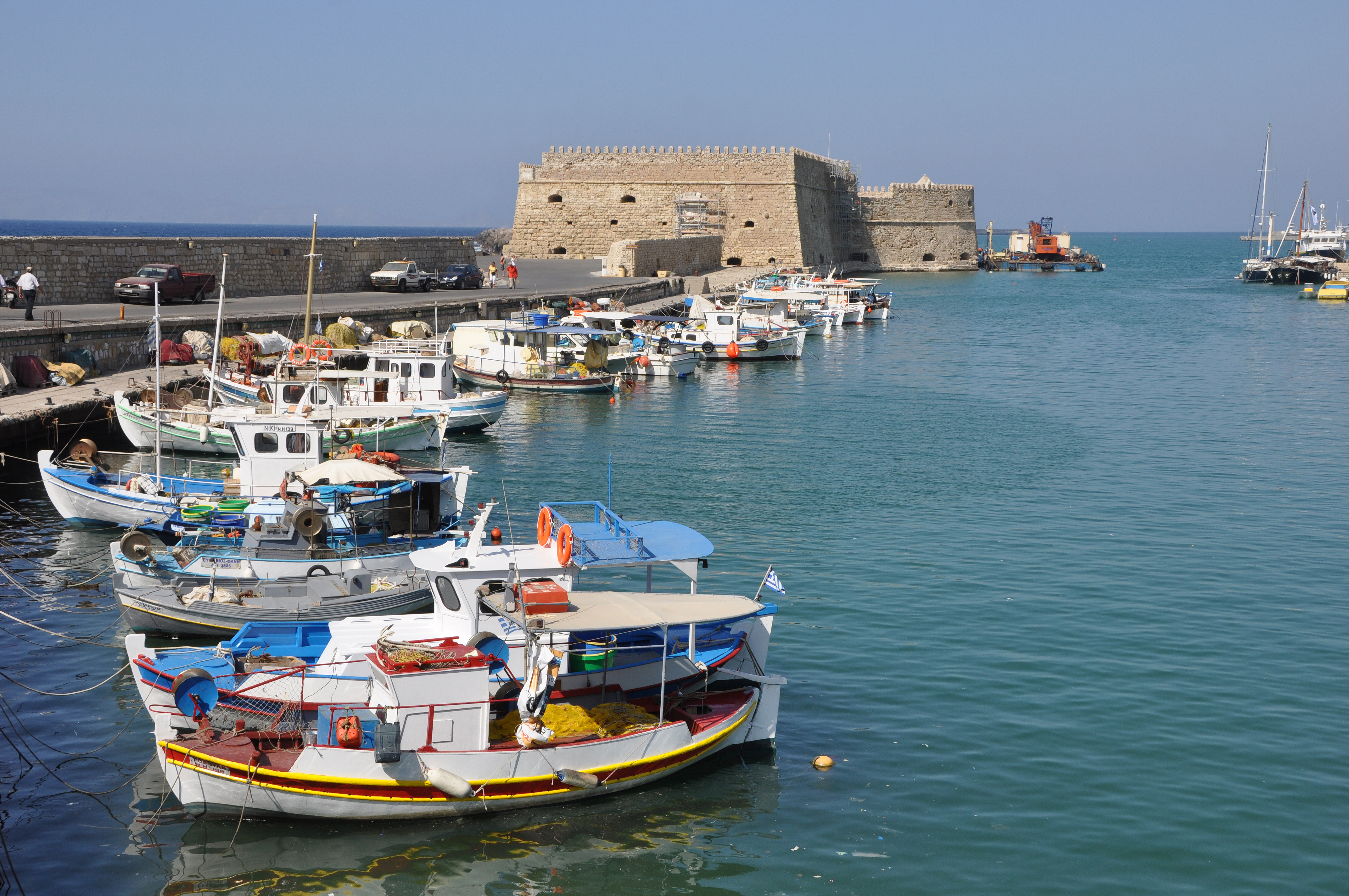

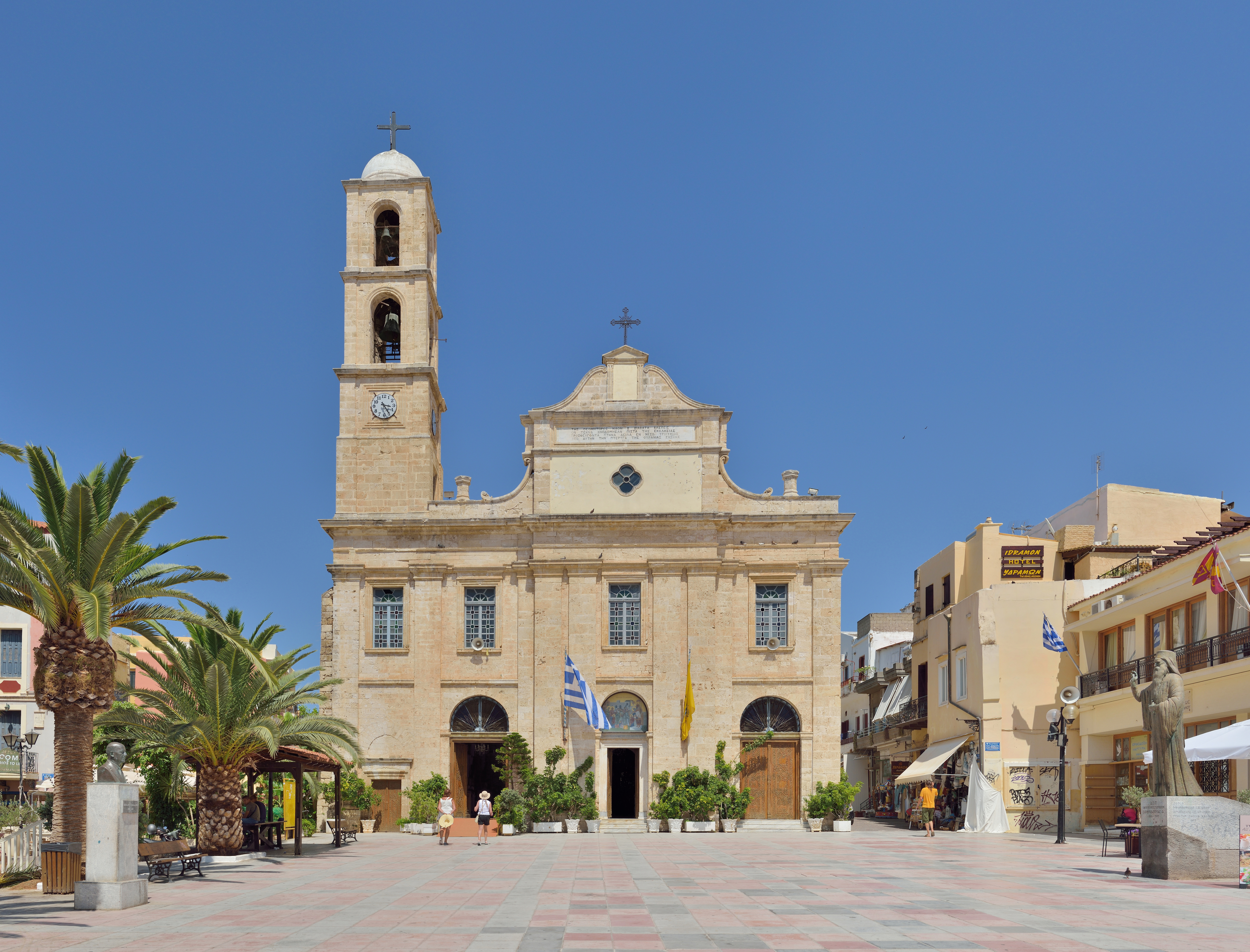
Catedral de Chania

As principais cidades cretenses são (dados de 2011):
- Heraclião, com 173 993 habitantes no município e 192 215 na área metropolitana
- Chania, com 53 910 habitantes na unidade municipal
- Retimno, com 28 987 habitantes (em 2001)
- Ierápetra, com 23 708 habitantes na unidade municipal
- Ágios Nikolaos, com 12 638 habitantes no centro urbano e 20 679 na unidade municipal
- Siteía, com 9 912 habitantes no centro urbano e 14 513 na unidade municipal

É de extrema importância ressaltar que os povoadores de Creta eram provindos ou da Europa Continental (da Península dos Balcãs, neste caso, da Grécia continental), da Península da Ásia Menor ou de ambas as regiões. O povoamento humano ocorreu durante a Pré-História, há várias dezenas de milhares de anos, quando a espécie homo sapiens (humanos modernos) se estabeleceu pela primeira vez na ilha.
Os habitantes mais antigos de que existem registos históricos eram os eteocretenses, cuja Civilização Minoica foi a primeira em território europeu, e que terá começado no 3º milénio a.C. A questão da origem dos eteocretenses e da sua língua ainda está em debate. Há linguistas e filólogos que filiam o povo e a língua eteocretense no ramo de línguas anatólicas indo-europeias, enquanto outros os filiam em outro ramo indo-europeu ou ainda em povos e em línguas pré-indo-europeias do Mar Mediterrâneo do Norte.
Em finais do 2º milénio a.C., nos séculos XIII e XII a.C., os gregos micênicos terão conquistado a ilha e introduzido a sua língua, que, depois de vários séculos, substituiu o eteocretense. Depois de alguns séculos, os cretenses passaram a identificar-se étnica e linguisticamente com os restantes gregos. O dialeto grego da Antiguidade falado pelos cretenses era mais aparentado com os dialetos dórios da península do Peloponeso (caso do espartano, o dialeto de Esparta).
Tradicionalmente, a população era quase toda formada por pescadores e marinheiros mas a atividade agrícola também era essencial para a vivência da população da ilha.

## Política e governo
Creta e as pequenas ilhas mais próximas formam a região de Creta (em grego: Περιφέρεια Κρήτης), uma das 13 subdivisões administrativas de primeiro nível criadas pela reforma administrativa de 1987. A reforma administrativa de 2011, conhecida como plano Kallikratis, redefiniu e ampliou os poderes e autoridade dessas regiões. A região de Creta, cuja capital é Heraclião, divide-se em quatro unidades regionais (antes de 2011 designadas prefeituras), as quais são, de oeste para leste: Chania, Retimno, Heraclião e Lasíti. As unidades regionais estão por sua vez subdivididas em 24 municípios e estes em unidades municipais. Na maior parte dos casos, estes últimos eram municípios autónomos, que foram aglomerados pelo plano Kallikratis. Alguns dos municípios correspondem, nem sempre exatamente, a antigas províncias.
O governador da região desde 1 de janeiro de 2011 é Stavros Arnaoutakis, do PASOK, eleito nas eleições regionais de novembro de 2010.

### Municípios
Os municípios da ilha de Creta estão listados na tabela abaixo.
| Município          | Unidade regional | População (2011) | Área (km²) | Densidade populacional (hab./km²) | Coordenadas                 |
| ------------------ | ---------------- | ---------------- | ---------- | --------------------------------- | --------------------------- |
| Ágios Nikolaos     | Lasíti           | 27 074           | 512        | 52,9                              | 35° 11' 23" N 25° 43' E     |
| Ágios Vasíleios    | Retimno          | 2 727            | 354,3      | 7,7                               | 35° 15' N 24° 27' E         |
| Amári              | Retimno          | 5 915            | 277,7      | 21,3                              | 35° 15' N 24° 39' E         |
| Anogeia            | Retimno          | 2 379            | 131        | 18,2                              | 35° 17' 27" N 24° 52' 51" E |
| Apocórona          | Chania           | 12 807           | 323,1      | 39,6                              | 35° 24' N 24° 12' E         |
| Arcánes-Asterúsia  | Heraclião        | 16 692           | 335,4      | 49,8                              | 35° 14' N 25° 10' E         |
| Cántanos-Sélino    | Chania           | 5 431            | 369,1      | 14,7                              | 35° 14' N 23° 41' E         |
| Chania             | Chania           | 108 642          | 356,1      | 305,1                             | 35° 31' N 24° 1' E          |
| Chersonissos       | Heraclião        | 26 717           | 271,6      | 98,4                              | 35° 19' N 25° 23' 30" E     |
| Císsamos           | Chania           | 10 790           | 334,2      | 32,3                              | 35° 29' 40" N 23° 39' 12" E |
| Festo              | Heraclião        | 24 466           | 412,7      | 59,3                              | 35° 3' N 24° 52' E          |
| Gavdos             | Chania           | 152              | 33         | 4,6                               | 34° 50' N 24° 5' E          |
| Gortina            | Heraclião        | 15 632           | 462,7      | 33,8                              | 35° 3' 48" N 24° 56' 49" E  |
| Heraclião          | Heraclião        | 173 450          | 245,12     | 707,6                             | 35° 19' 30" N 25° 7' 50" E  |
| Ierápetra          | Lasíti           | 27 602           | 551        | 50,1                              | 35° 0' 40" N 25° 44' 20" E  |
| Malevizi           | Heraclião        | 24 864           | 292,7      | 84,9                              | 35° 22' N 25° E             |
| Milopótamos        | Retimno          | 14 363           | 337,9      | 42,5                              | 35° 22' N 24° 45' E         |
| Minoa Pediada      | Heraclião        | 17 563           | 394,2      | 44,6                              | 35° 12' N 25° 21' E         |
| Planalto de Lasíti | Lasíti           | 2 387            | 130        | 18,4                              | 35° 11' N 25° 28' E         |
| Plataniás          | Chania           | 16 874           | 495,4      | 34,1                              | 5° 31' N 23° 54' E          |
| Retimno            | Retimno          | 55 525           | 397,5      | 139,7                             | 35° 22' N 24° 28' E         |
| Sfakiá             | Chania           | 1 889            | 467,6      | 4                                 | 35° 12' N 24° 8' E          |
| Siteía             | Lasíti           | 18 318           | 633,2      | 28,9                              | 35° 12' N 26° 6' E          |
| Viánnos            | Heraclião        | 5 563            | 221,5      | 25,1                              | 35° 3' N 25° 25' E          |

|  |  |  |  |  |

## Economia

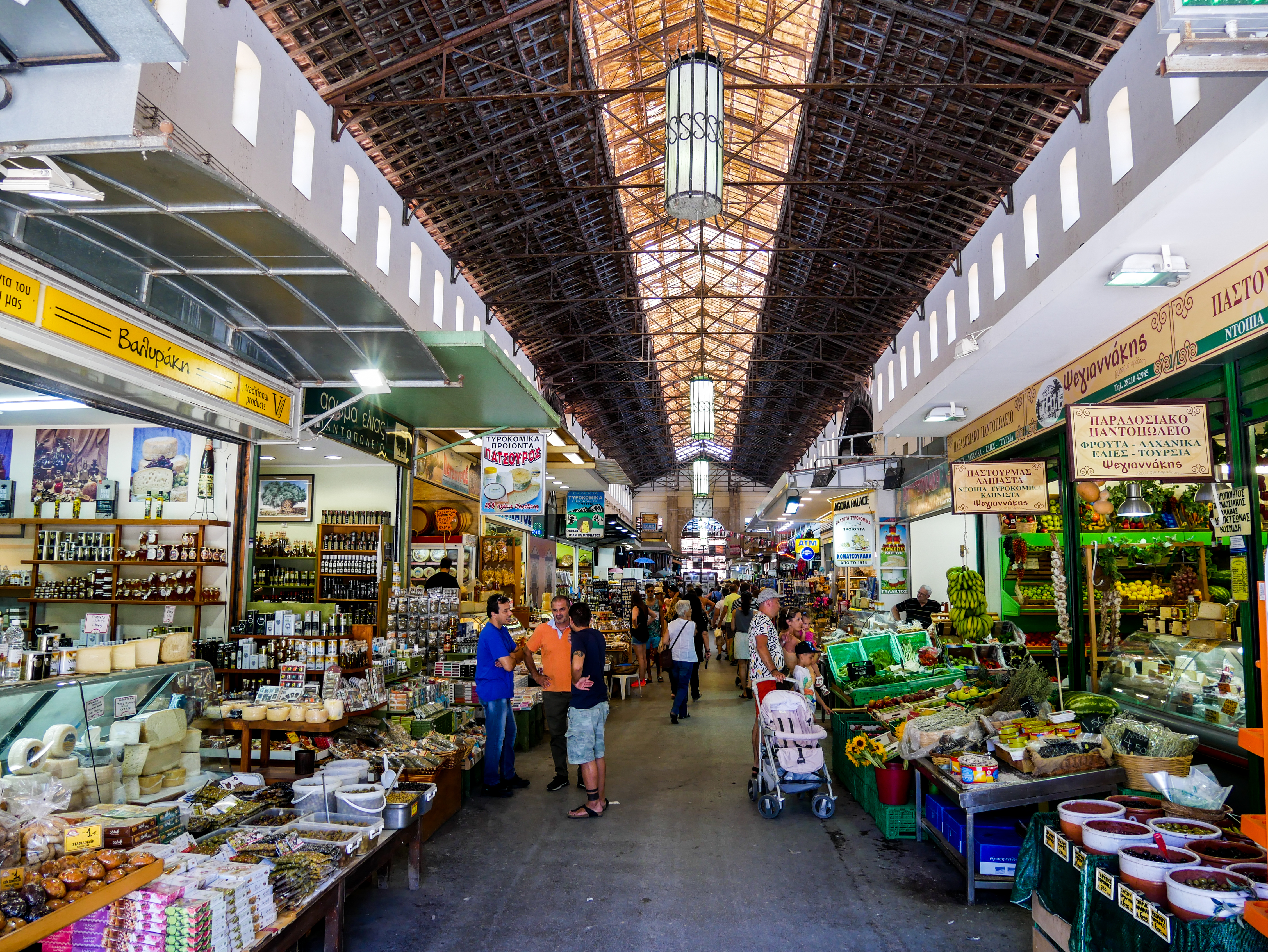
(Dimotiki Agora)

A economia da ilha baseia-se sobretudo em serviços, entre os quais se destaca o turismo, embora a agricultura ainda tenha um papel importante, sendo Creta uma das únicas ilhas gregas que seria auto-suficiente sem a indústria turística. A economia começou mudar visivelmente durante a década de 1970, quando o turismo começou a ganhar cada vez mais importância. Embora a agricultura e a pecuária continuem a ser importantes, devido ao clima e terreno da ilha, verificou-se uma diminuição da manufatura e uma expansão dos serviços, sobretudo dos relacionados com o turismo. Os três setores principais da economia cretense (agricultura/pecuária, indústria alimentícia e serviços) estão intimamente ligados e muito interdependentes. O rendimento per capita é substancialmente mais alto do que a média grega e o emprego no final da década de 2000 era aproximadamente 4%, metade da média nacional.
Como em muitas regiões gregas, a viticultura e olivicultura têm um papel muito significativo. A produção de laranjas e limões também é importante. Até há alguns anos havia restrições nas importações de bananas na Grécia, pelo que este fruto era cultivado em Creta, quase sempre em estufas. A produção de laticínios também tem uma contribuição importante para a economia local e há diversas especialidades de queijo, como o mizithra, antótiros ou kefalotiri.

### Turismo

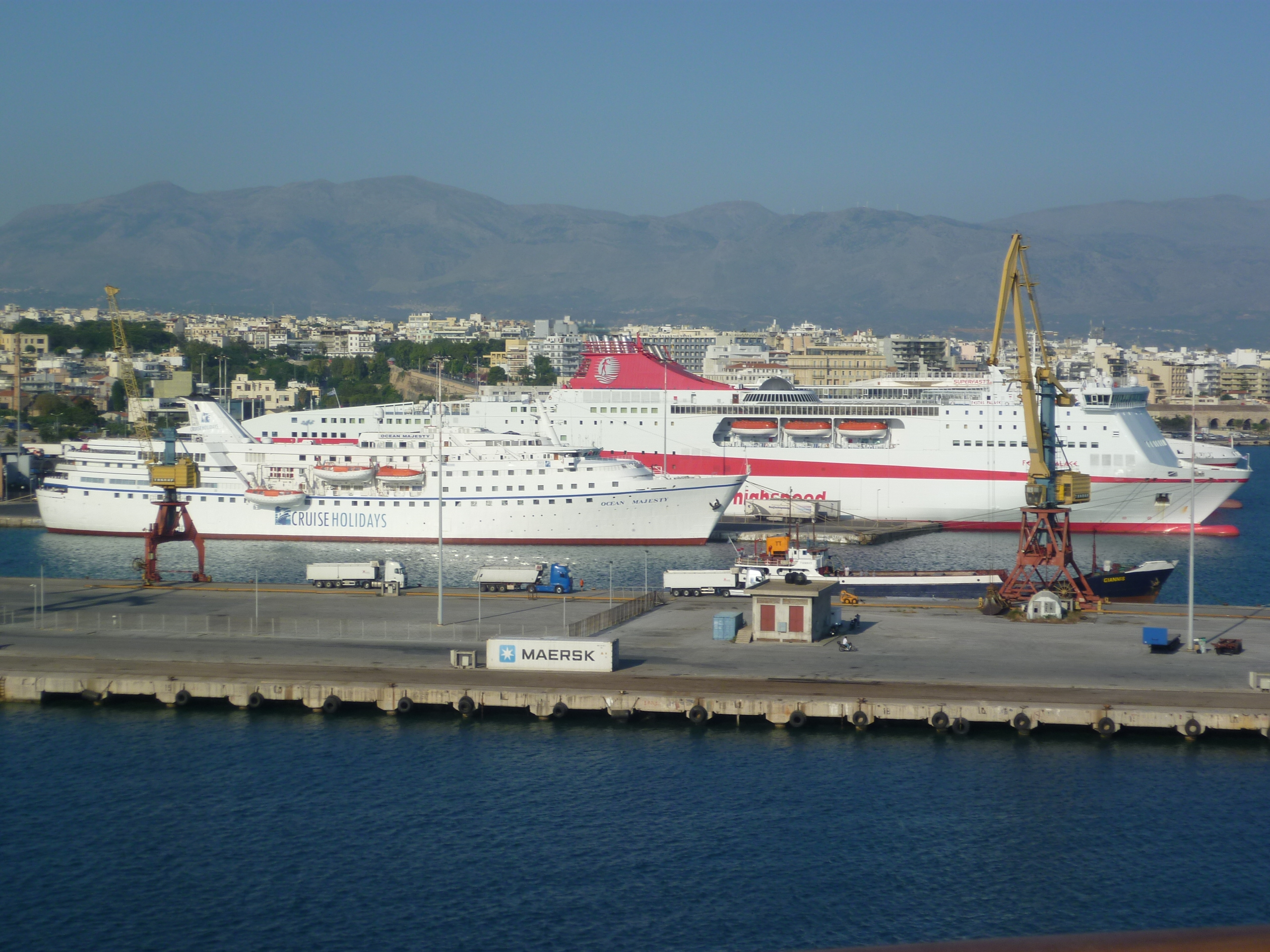
Um mavio de cruzeiro e um ferryboat no porto de Heraclião

Creta é um dos destinos de férias mais populares na Grécia. 15% das chegadas de turistas registadas no país são feitas pelo porto ou pelo aeroporto de Heraclião e os voos charter para esta cidade constituem 20% de todos os voos charter na Grécia. No início da década de 2010 a ilha era visitada por mais de dois milhões de turistas anualmente.[carece de fontes?] O número de camas de hotel aumentou 53% em Creta entre 1986 e 1991, quando no mesmo período o aumento a nível nacional foi 25%. Atualmente as infraestruturas turísticas da ilha são dirigidas a uma grande variedade de preferências, e incluem alojamentos de todos os tipos e preços, que vão dos grandes hotéis de luxo com grandes piscinas, jardins, instalações desportivas e de recreio, até parques de campismo, passando por apartamentos e pequenos hotéis explorados por famílias ou simplesmente quartos arrendados.
Além das inúmeras praias e alguns centros de grande animação noturna, como Chersonissos e principalmente Mália, outras atrações turísticas populares são os sítios arqueológicos, nomeadamente os minoicos, os centros históricos e portos venezianos de Chania e Retimno, o castelo veneziano nesta última cidade, as inúmeras igrejas e mosteiros ortodoxos, as espetaculares gargantas, das quais a maior e mais famosa é a de Samariá, as ilhas de Chrissi, Elafonisi, Gramvoúsa e Spinalonga e a praia das palmeiras de Vai.
O clima ameno de Creta atrai o interesse de europeus do norte que procuram uma casa de férias ou residência permanente na ilha. Os cidadãos da União Europeia podem comprar livremente propriedades e residir sem que sejam necessárias grandes formalidades. Um número cada vez maior de empresas imobiliárias têm o seu negócio focado sobretudo em expatriados britânicos, seguidos de alemães, holandeses, escandinavos e outras nacionalidades da Europa Ocidental que querem ter uma casa em Creta. Os expatriados britânicos concentram-se principalmente nas unidades regionais ocidentais de Chania e Retimno e, em menor escala, Heraclião e Lasíti.
Um dos atrativos óbvios em termos de turismo cultural são os sítios arqueológicos, com destaque para os sítios minoicos de Cnossos e Festo e o sítio clássico de Gortina, entre inúmeros outros. Um pouco por toda a ilha há vários museus, nomeadamente arqueológicos, entre os quais se destaca, pelas suas excecionais coleções minoicas, o Museu Arqueológico de Heraclião.

## Transportes

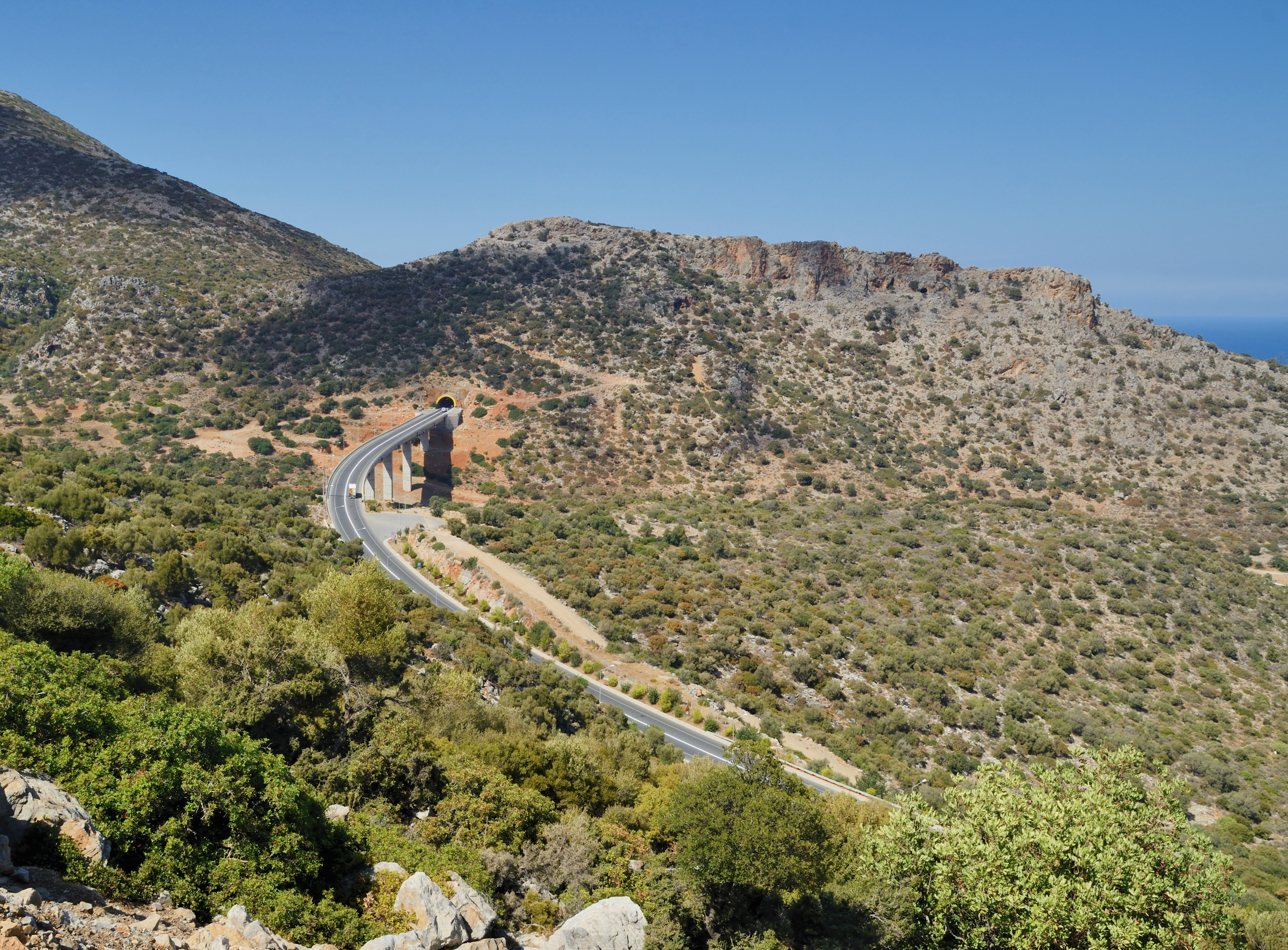
Estrada ao longo da costa norte

A ilha dispõe de uma rede de estradas asfaltadas que chega praticamente a todas as localidades. No entanto, não há qualquer autoestrada na verdadeira aceção do termo, embora haja uma via rápida ao longo da costa norte, que liga Chania a Ágios Nikolaos.
Creta tem três aeroportos internacionais: um em Heraclião (Níkos Kazantzákis; IATA: HER; ICAO: LGIR), outro em Chania (Daskalogiannis; IATA; CHQ; ICAO: LGSA) e outro, mais pequeno, em Siteía (IATA: JSH; ICAO: LGST). O aeroporto de Heraclião é o segundo mais movimentado da Grécia a seguir ao de Atenas; em 2012 serviu 5 051 496 passageiros, 83,3% deles de voos internacionais. No mesmo ano, o aeroporto de Chania serviu 1 832 974 passageiros (78,3% internacionais) e o de Siteía 37 081 (6,4% internacionais). Há muito que há planos para substituir o aeroporto de Heraclião por um novo, em Castéli, no local que atualmente é uma base aérea.
A ilha é bem servida por ferryboats, sobretudo do Pireu, o porto de Atenas, mas também de outras ilhas, por companhias como a Minoan Lines e a ANEK Lines, que operam principalmente nos portos de Heraclião, Suda e Retimno e, em menor escala, também em Císsamos, Ágios Nikolaos e Siteía.
Atualmente não há transportes ferroviários em Creta, embora nas décadas de 1920 e 1930 tenha havido uma pequena linha industrial de bitola estreita em Heraclião, entre Giofyros, na parte ocidental, e o porto, situado a leste do centro, com 6 km de extensão.

## Fauna e flora

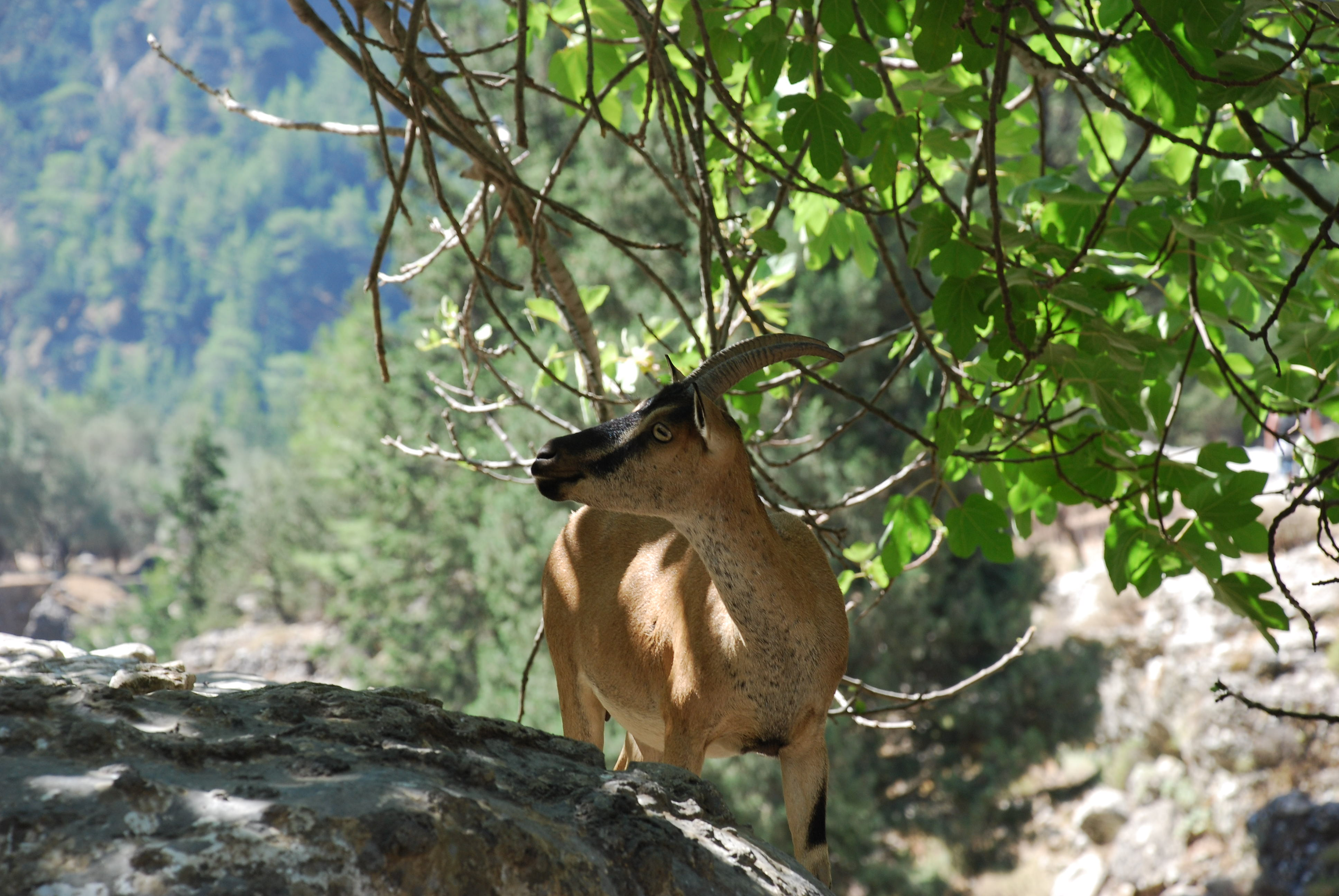
Kri-kri na garganta de Samariá

Um cão da raça Kritikos Lagonikos, considerada a raça mais antiga da Europa, possivelmente datada do 4.º milénio a.C.

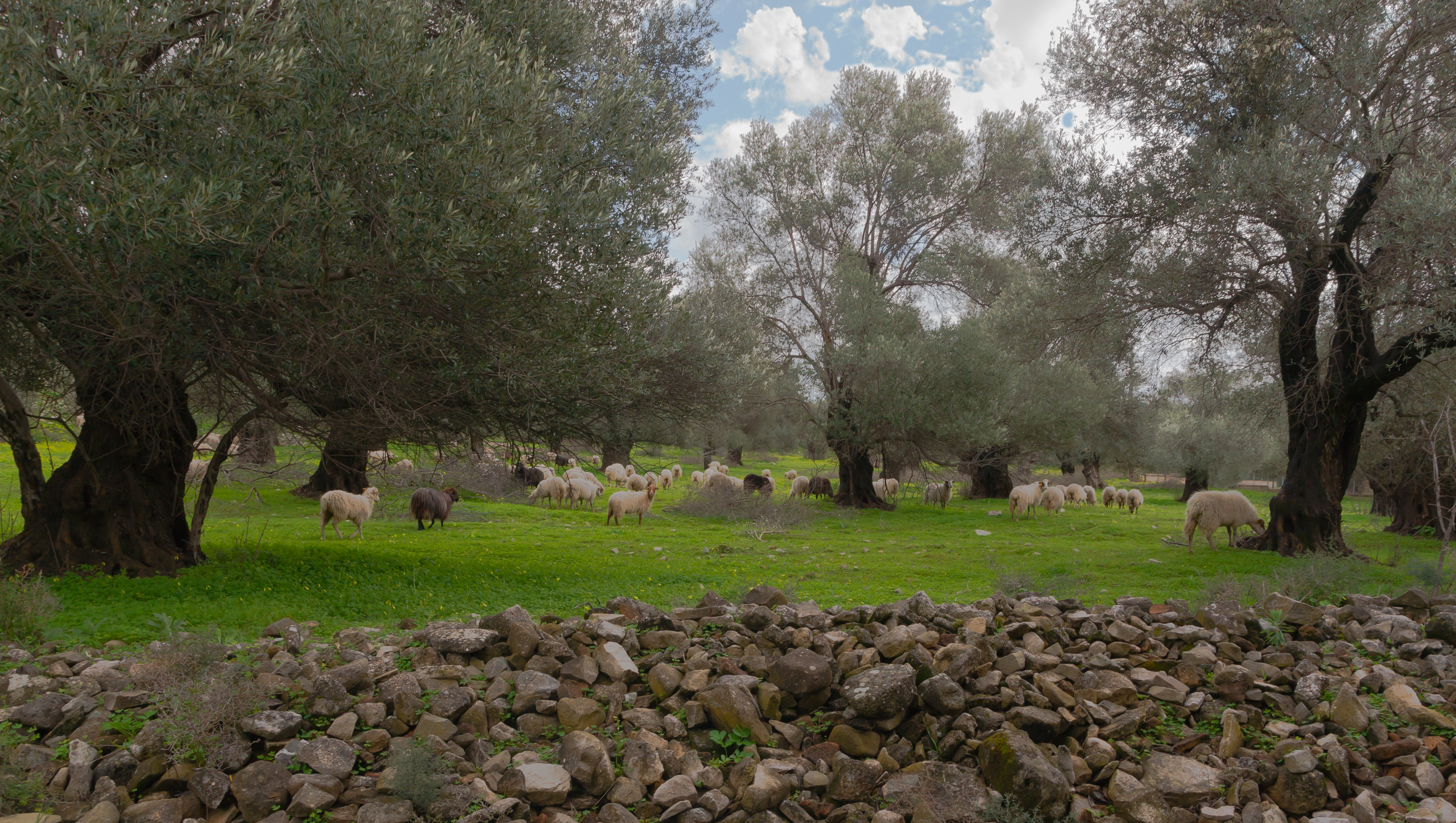
Ovelhas e oliveiras na área de Gortina

Creta está isolada de qualquer continente, o que se reflete na diversidade e especificidade da sua fauna e flora. Em resultado do seu isolamento, a fauna e flora de Creta pode fornecer muitas pistas para a evolução das espécies. Ao contrário de outras regiões da Grécia, não há animais perigosos para o homem. Os antigos gregos atribuíam a inexistência de cobras venenosas ou grandes mamíferos como ursos, lobos ou chacais ao trabalho de Héracles, que levou um touro cretense vivo para o Peloponeso. Héracles queria honrar o local de nascimento de Zeus removendo todos os animais "prejudiciais" e "perigosos" de Creta. Mais tarde, os cretenses acreditaram que a ilha tinha sido limpa de criaturas perigosas pelo apóstolo Paulo, que passou por Creta e, segundo a lenda, teria vivido lá durante dois anos. São Paulo teria conseguido expelir aos animais perigosos através de exorcismo e bênçãos.
Em Heraclião há um museu de história natural, administrado pela Universidade de Creta, e dois aquários públicos: o Aquaworld em Chersonissos e o Cretaquarium em Gurnes, nos quais se podem ver seres marinhos comuns nas águas de Creta, ambos situados poucos quilómetros a leste de Heraclião.
Mamíferos
No Pleistoceno Creta teve algumas espécies de mamíferos bastante peculiares pelo seu pequeno tamanho, como o elefante-pigmeu (Mammuthus creticus, Palaeoloxodon chaniensis ou Palaeoloxodon creutzburgi), o hipopótamo-pigmeu-de-creta (Hippopotamus creutzburgi) e o Candiacervus (um veado).
Os mamíferos atuais incluem o vulnerável kri-kri (Capra Aegagrus Creticus), a cabra selvagem de Creta, que vive no parque nacional de Samariá e nas ilhas de Thodorou, Dia e Agioi Pandes, o gato-bravo-cretense (Felis silvestris cretensis) e o rato-espinhoso-cretense (Acomys minous). Outros mamíferos terrestres incluem espécies ou susbespécies endémicas como a fuinha-cretense, a doninha-cretense, o texugo-cretense e o musaranho-cretense (Crocidura zimmermanni), esta última ameaçada de extinção. Outros mamíferos dignos de destaque são, por exemplo, o ouriço-cacheiro Hemiechinus auritus e o arganaz.
As espécies de morcego incluem o Rhinolophus blasii, o Rhinolophus hipposideros, o Rhinolophus ferrumequinum, o Myotis blythii, o morcego-lanudo (Myotis emarginatus), morcego-de-kuhl (Pipistrellus kuhlii), morcego-anão (Pipistrellus pipistrellus), morcego-de-savi (Hypsugo savii), morcego-hortelão (Eptesicus serotinus), morcego-orelhudo-castanho (Plecotus auritus), morcego-de-peluche (Miniopterus schreibersii), morcego-rabudo (Tadarida teniotis) e Myotis mystacinus.
Aves
Há uma grande variedade de aves, que incluem águias (principalmente em Lasíti), andorinhas (por toda a ilha no verão e todo o ano no sul da ilha), pelicanos (ao longo da costa), grous (em Gavdos, Gavdopula). As montanhas cretenses são refúgio para o abutre-barbudo, águia-real, grifo, falcão-da-rainha, falcão-peregrino, falcão-lanário, peneireiro-vulgar, aluco, mocho-galego, gralha-cinzenta, gralha-de-bico-vermelho, gralha-de-bico-amarelo, poupa-eurasiática. A ilha possuía uma espécie de coruja denominada Coruja Cretense
Répteis e anfíbios
Há diversas espécies de répteis e tartarugas. Em alguns locais há serpentes escondidas debaixo das rochas. Quando chove podem ver-se sapos e rãs. Os répteis incluem o Lacerta trilineata, camaleão-comum (Chamaeleo chamaeleon), Chalcides ocellatus, osga-moura (Tarentola mauritanica), Ablepharus, osga-turca (Hemidactylus turcicus), Cyrtopodion kotschyi, tartaruga-grega (Testudo graeca e Mauremys caspica).
Há quatro espécies de serpentes, nenhuma perigosa para o homem. Estas incluem a Zamenis situla, Hierophis gemonensis, Natrix tessellata e a única serpente venenosa, uma espécie de cobra-gato noturna que evoluiu para produzir um veneno fraco na parte detrás da boca para paralisar osgas e pequenos lagartos e que não é perigosa para humanos.
Entre as tartarugas podem mencionar-se a tartaruga-verde (Chelonia mydas) e a tartaruga-comum (Caretta caretta), ambas espécies ameaçadas. A última faz ninhos e desova nas praias da costa norte, em volta de Retimno e Chania, e na costa sul, ao longo do golfo de Messara.

## Arte e cultura
Creta tem a sua própria poesia própria de mantinades. A ilha é conhecida pela sua música baseada em mantinades, normalmente acompanhadas com a lira cretense [en] e o laouto, e possui muitas danças folclóricas, das quais se destaca o pentozali [en] (Πεντοζάλης).
Os autores de Creta fizeram importantes contribuições para literatura grega ao longo do período moderno. Os principais nomes incluem Vitsentzos Kornaros, criador do romance épico do século XVII Erotókritos [en] (Ερωτόκριτος) e, no século XX, Níkos Kazantzákis. No Renascimento, Creta foi o lar da escola cretense de pintura de ícones, que influenciou El Greco e, por seu intermédio, a subsequente pintura europeia.
A sociedade cretense é conhecida pelas notórias vendetas de famílias e clãs que persistem até hoje na ilha.

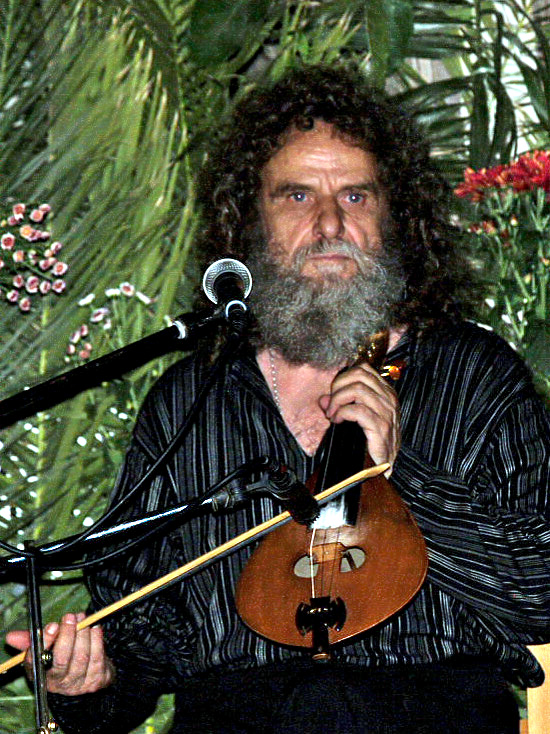
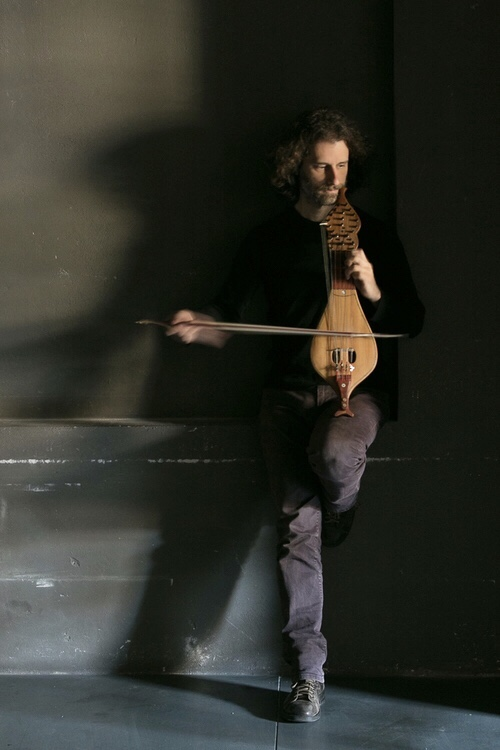
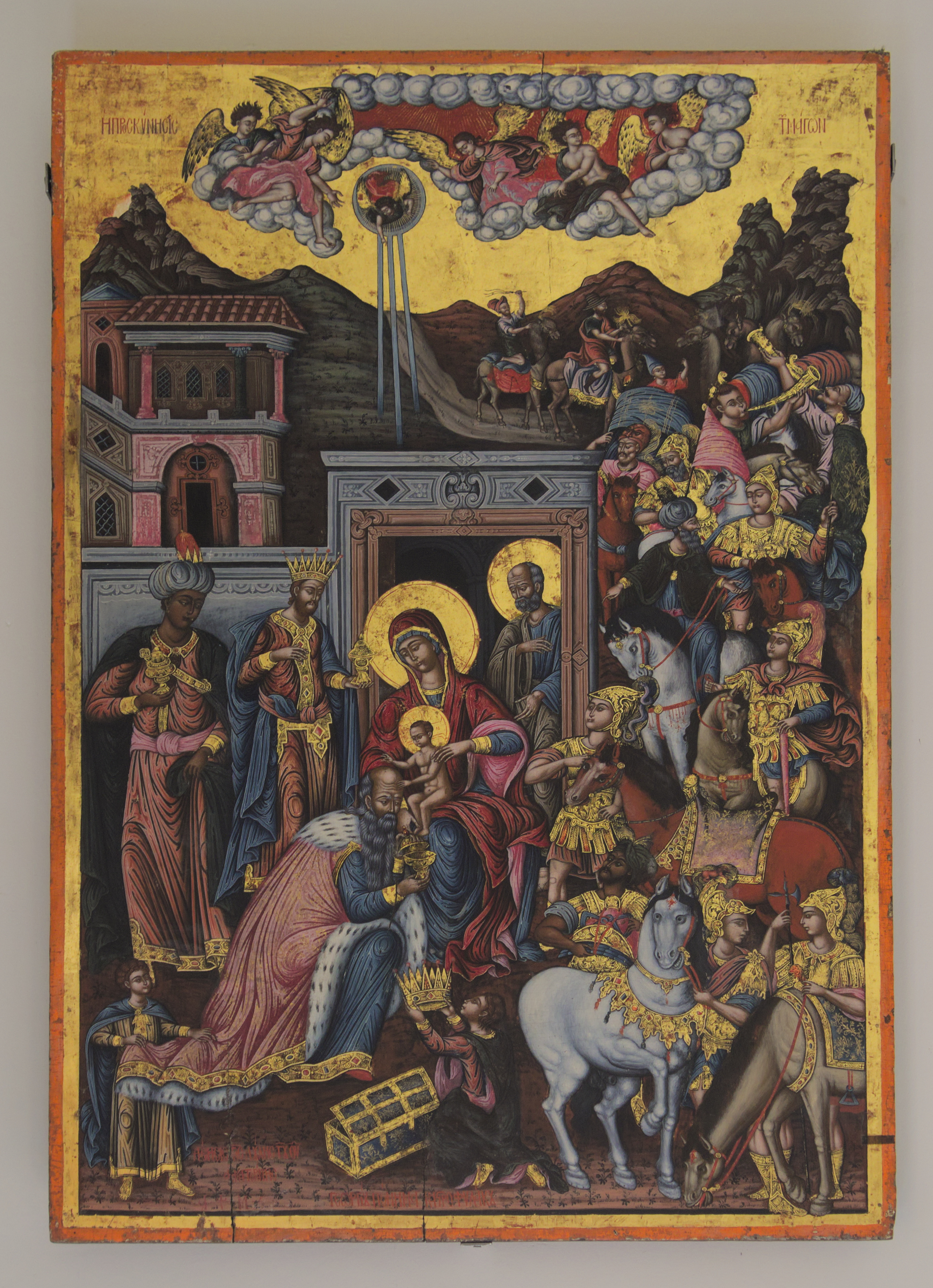
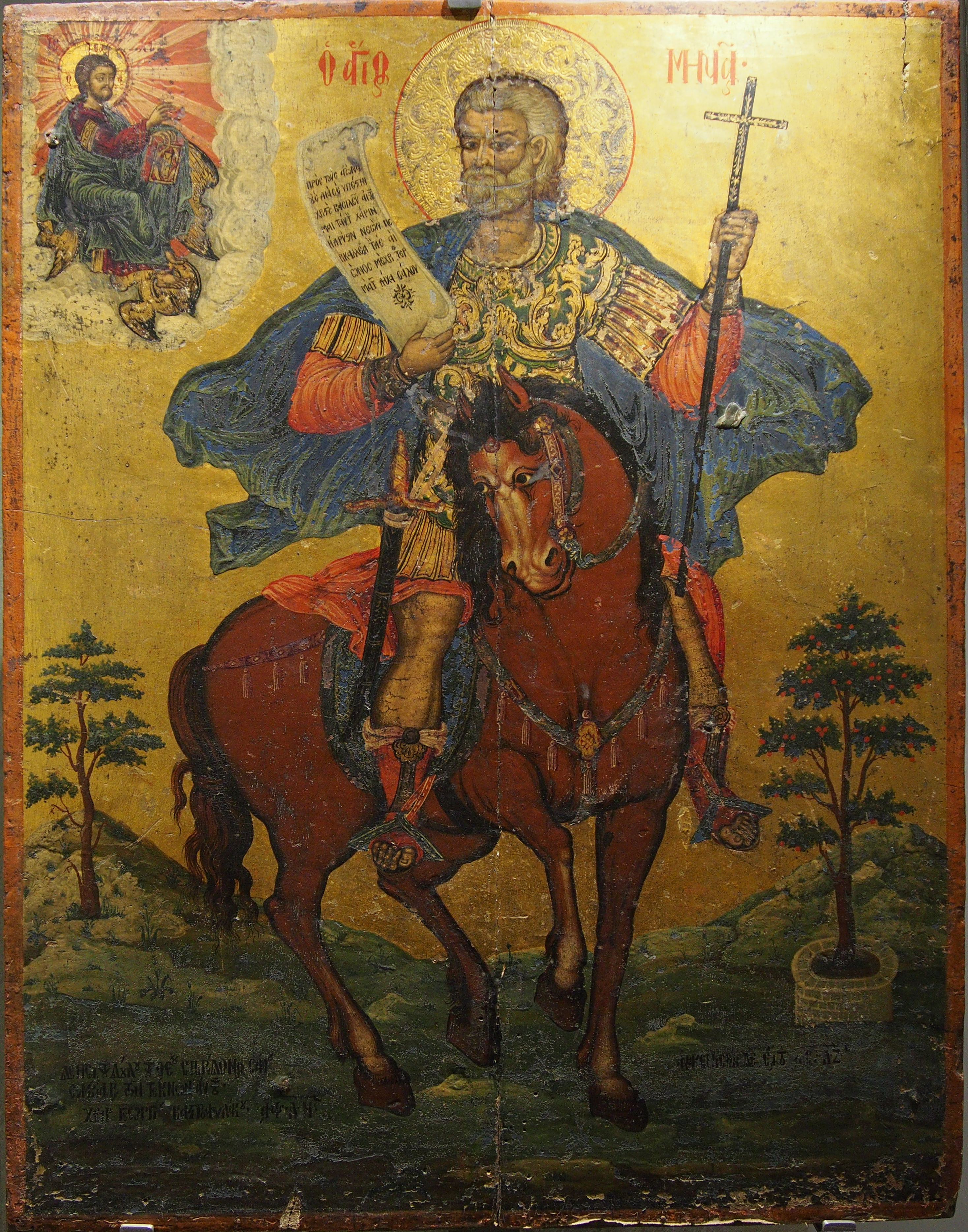

- [I]
- [II]
- [III]
- [IV]

1. ↑  O cantor e tocador de lira cretense Psarantonis [en]
2. ↑  O tocador de lira cretense Yiorgos Kaloudis
3. ↑  Quadro do pintor da escola cretense Georgios Kastrofylakas [en] (século XVIII)
4. ↑  Outro quadro de Georgios Kastrofylakas